# گاسری
گاسری (به لاتین: Għasri) یک منطقهٔ مسکونی در مالت است. گاسری ۵ کیلومتر مربع مساحت و ۴۲۴ نفر جمعیت دارد.